# Rifugio Bindesi
Das Rifugio Bindesi, vollständiger Name Rifugio Bindesi – „Pino Prati“, ist eine Schutzhütte der Sektion Bindesi-Villazzano der Società degli Alpinisti Tridentini (SAT) in den Vizentiner Alpen im Trentino. Die in der Regel ganzjährig geöffnete Hütte dient vor allem als Ausflugslokal und verfügt nur über vier Schlafplätze.

## Lage und Umgebung
Die Hütte liegt südöstlich des Stadtkerns von Trient auf einer Höhe von 611 m s.l.m. oberhalb des Etschtales an der Westflanke der Marzòla (1737 m). In unmittelbarer Nähe der Schutzhütte befindet sich der namensgebende Klettergarten Bindesi. Die Bindesi, auch Bìndesi geschrieben, sind eine Anhäufung mehrerer größerer Felsböcke, die als Übungswände von Trentiner Alpinisten bereits seit dem 19. Jahrhundert benutzt wurden, unter anderem von Giuseppe Loss, Carlo Garbari, Giuseppe Graffer oder Bruno Detassis.

## Geschichte
Der aufgrund seiner Nähe zur Stadt Trient beliebte Klettergarten Bindesi ließ bei der lokalen SAT Gruppe die Idee zum Bau einer Schutzhütte heranreifen. Die Bauarbeiten begannen 1956 und waren 1962 abgeschlossen. Gewidmet wurde sie dem am Campanile Basso in der Brenta 1927 verunglückten Alpinisten und Mitglied des Club Alpino Accademico Italiano Pino Prati. Die spartanisch eingerichtete Hütte war als Stützpunkt für die Kletterer des nahen Klettergartens gedacht, und nicht für Übernachtungen ausgelegt.
Sie wurde mehrmals um- und ausgebaut und nahm ab Ende der 1980er Jahre den Charakter eines Ausflugslokal an.

## Zugänge
- Von Grotta di Villazzano, 479 m ⊙ auf Straße, Weg 412 in 30 Minuten

## Übergänge und Nachbarhütten
- Nach Vigolo Vattaro, 724 m ⊙ auf Weg 412, 429 in 2 Stunden 15 Minuten
- Zum Rifugio Maranza, 1072 m ⊙ auf Weg 412 in 1 Stunde 15 Minuten